# Wytrzeszcz
Wytrzeszcz (łac. exophthalmus) – wysadzenie gałki ocznej ku przodowi wskutek zmniejszenia pojemności oczodołu lub zwiększenia jego zawartości. Może występować jedno- lub dwustronnie.
Najczęstszą jego przyczyną jest choroba Gravesa-Basedowa. Innymi przyczynami są: guz (chłoniak, naczyniak, anomalie naczyniowe), stan zapalny tkanek oczodołu, zakrzep zatoki jamistej, powiększenie gałki ocznej (np. w jaskrze wrodzonej). Nagły jednostronny wytrzeszcz najczęściej spowodowany jest krwawieniem pozagałkowym po zabiegu operacyjnym, urazie lub iniekcji pozagałkowej. Wytrzeszcz trwający 2-3 tygodnie może być spowodowany przewlekłym procesem zapalnym. Powolne narastanie objawów sugeruje wystąpienie guza oczodołu. Może przebiegać jako wytrzeszcz tętniący (łac. e. pulsans) – z tętnieniem w okolicy gałki ocznej w przypadku uszkodzenia zatoki jamistej lub przetoki naczyniowej.
W przypadku znacznego wytrzeszczu, kiedy dochodzi do uniemożliwienia zamykania się powiek, co prowadzi do zaburzeń nawilżania rogówki i umożliwia powstanie owrzodzenia rogówki, mówimy o wytrzeszczu złośliwym (łac. e. malignus).

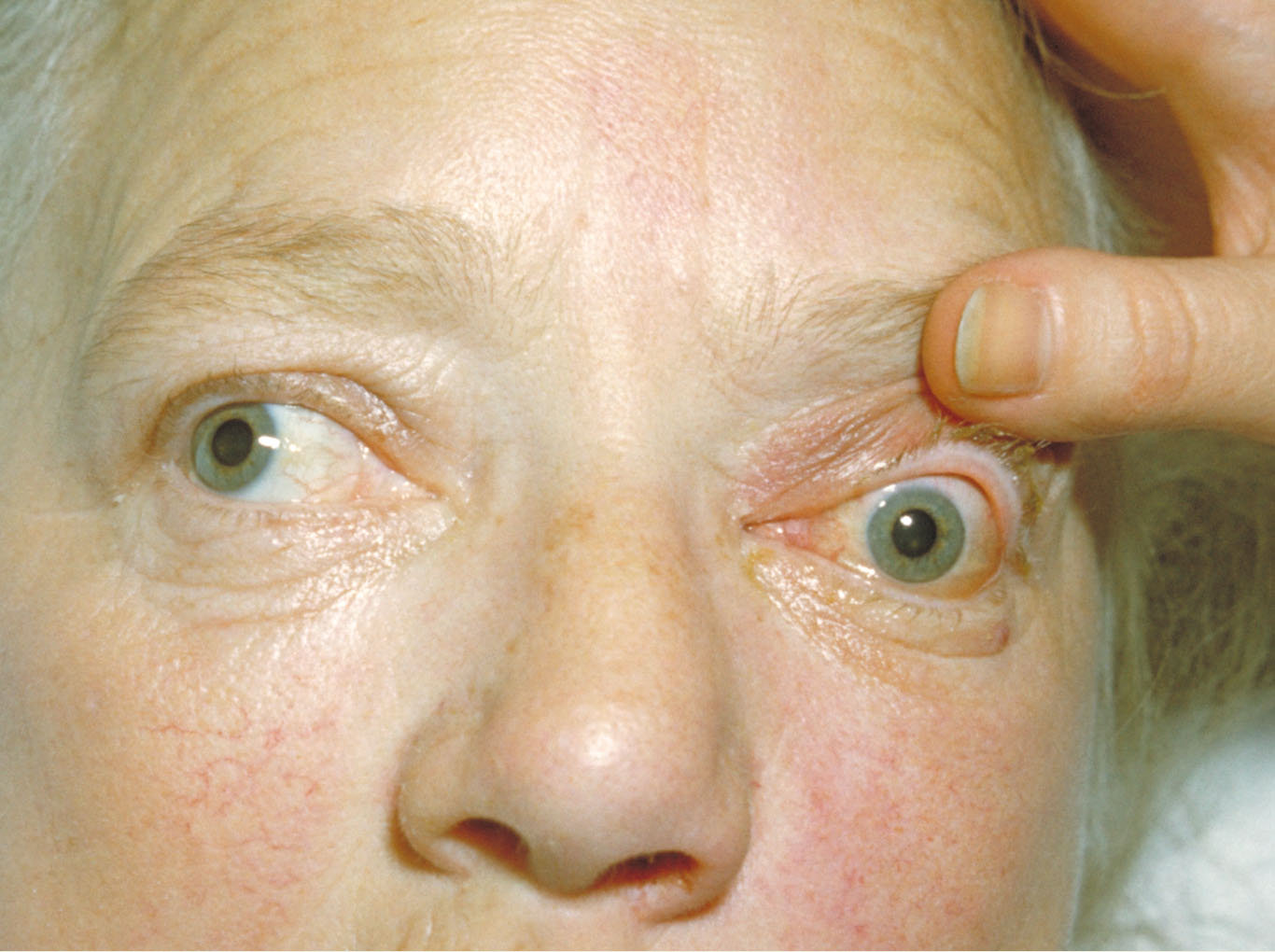
Wytrzeszcz obustronny u pacjenta, który dodatkowo prezentuje silnie asymetryczne ustawienie oczu

Stopień wytrzeszczu ocenia się z pomocą egzoftalmometru, który pozwala mierzyć odległość od bocznej krawędzi oczodołu do szczytu rogówki.

## Orbitopatia tarczycowa
Wytrzeszcz jest często jednym z objawów choroby Gravesa-Basedowa, którego bezpośrednią przyczyną jest obrzęk oraz naciek limfocytarny w tkankach oczodołu. Występuje wtedy najczęściej wytrzeszcz obustronny, ale jednostronny jest niewykluczony. Pacjent z wytrzeszczem może wykazywać zarówno hiper-, hypo- jak i eutyreozę.

## Leczenie
Przede wszystkim leczenie podstawowej choroby powodującej wytrzeszcz (np. nowotwory) w porozumieniu z odpowiednim specjalistą i lekarzem rodzinnym. W celu ochrony rogówki konieczne jest jej nawilżanie, a w niektórych przypadkach zabieg operacyjny poprawiający pokrycie rogówki lub zmniejszający wytrzeszcz. Stosowanie okularów korekcyjnych z pryzmatami i zapobieganie nieodwracalnym zmianom ostrości widzenia przez zmniejszenie ciśnienia w gałce ocznej, np. w jaskrze. Uzyskanie stabilnego stanu metabolicznej eutyreozy. Przy zmianach wywołanych stanem zapalnym zaleca się kortykosteroidy i/lub naświetlanie pozagałkowe.